# Onthophagus parcepictus
Onthophagus parcepictus là một loài bọ cánh cứng trong họ Bọ hung (Scarabaeidae).